# Новая Терешка
Новая Терешка (тат. Яңа Тирескә) — село в Старокулаткинском районе Ульяновской области России.
Входит в состав Терешанского сельского поселения. Ранее вместе со Средней Терешкой образовывало Среднетерешанский сельсовет.
Население — 424 (2010)

## География
Село находится в пределах Приволжской возвышенности, являющейся частью Восточно-Европейской равнины, на реке Терешка (чуть ниже села Средняя Терешка) на высоте около 150 метров над уровнем моря. В 3-4 км северо-западнее и южнее села — леса. Почвы — чернозёмы выщелоченные.
Село расположено в северной части Старокулаткинского района примерно в 19 км по прямой от районного центра посёлка городского типа Старая Кулатка. Через село проходит автодорога, связывающая Старокулаткинский и Николаевский районы Ульяновской области. По автомобильным дорогам расстояние до районного центра составляет 25 км, до областного центра города Ульяновска — 210 км.

## История
В Списке населённых мест Российской империи по сведениям за 1859 год упоминается как казённая деревня Бегеево (Новая Теришка, Биге авыл) во 2-м стане Хвалынского уезда Саратовской губернии, расположенная при речке Терешке по левую сторону просёлочного тракта из Хвалынска в город Кузнецк на расстоянии 62 вёрст от уездного города. В населённом пункте насчитывалось 130 дворов, проживали 458 мужчин и 486 женщин, имелись 2 мечети и училище.
Согласно переписи 1897 года в деревне Новая Терешка (Бигеево) проживали 1438 жителей (718 мужчин и 720 женщин), из них магометан — 1430.
Согласно Списку населённых мест Саратовской губернии 1914 года Новая Терешка относилась к Средне-Терешанской волости. По сведениям за 1911 год в деревне насчитывались 307 приписанных и 1 «постороннее» хозяйство (двор), проживали 1711 приписанных и 4 посторонних жителя, имелись 2 мечети, 2 татарские школы. В деревне проживали преимущественно бывшие государственные крестьяне, татары, составлявшие одно сельское общество.

## Население
Динамика численности населения по годам:
| Годы      | 1859 | 1897 | 1911 | 2002 |
| --------- | ---- | ---- | ---- | ---- |
| Население | 942  | 1438 | 1715 | 580  |

| 2010 |
| ---- |
| 424  |

Национальный состав
Согласно результатам переписи 2002 года татары составляли 99 % населения села.